# Lastaurus robustus
Lastaurus robustus là một loài ruồi trong họ Asilidae. Lastaurus robustus được Carrera miêu tả năm 1949. Loài này phân bố ở vùng Tân nhiệt đới.